# Boyan Raïnov
Pour les articles homonymes, voir Raïnov.
Boyan Raïnov, dit Boyan (né le 22 février 1921 à Sofia et mort le 11 avril 2005 à Antony), est un sculpteur franco-bulgare.

## Biographie
Issu d'une famille d'intellectuels, il est le fils de l'artiste et écrivain bulgare Nikolaï Raïnov — théoricien de l'art moderne bulgare au début du XXe siècle —, et le frère de l'écrivain bulgare Bogomil Raïnov (en). Son grand-père est le révolutionnaire bulgare Ivan Raïnov (bg) et son oncle l'artiste bulgare Stoyan Raïnov (bg).
Il émigre en France à partir de 1946 et finira par y être naturalisé. Les sculptures monumentales La Famille — dont un timbre postal sera édité en 1982 —, Amitié entre les peuples et La Ville sont installés sur trois places de Paris. Plusieurs villes de banlieue parisienne en ont des copies comme Antony, Chaville, Vitry-sur-Seine, Châtenay-Malabry ou encore Noisy-le-Sec.
Il illustre de nombreuses œuvres de René Char dont il est très proche. Il est proche également du couple de collectionneurs d'art Christian et Yvonne Zervos.
Il eut un atelier à Chaville de 1968 à 1973,.
Il a épousé la peintre Fay Vidal.